# Sân vận động Học viện Giáo dục thể chất Cơ sở Chonburi
Sân vận động Học viện Giáo dục thể chất Cơ sở Chonburi hay Sân vận động IPE Chonburi (tiếng Thái: สนามสถาบันการพลศึกษา วิทยาเขตชลบุรี) là một sân vận động thể thao nằm trong Học viện Giáo dục thể chất Cơ sở Chonburi ở huyện Mueang Chonburi, tỉnh Chonburi, Thái Lan. Sân vận động có sức chứa 11.000 người. Sân hiện đang được sử dụng chủ yếu cho các trận đấu bóng đá. Đây là sân nhà cũ của Pattaya United F.C. và Chonburi F.C. Sân được trang bị đèn pha, cho phép tổ chức các trận đấu vào buổi tối. Giống như hầu hết các sân vận động khác ở Thái Lan, sân vận động này có đường chạy điền kinh.